# アメリカ合衆国憲法修正第13条

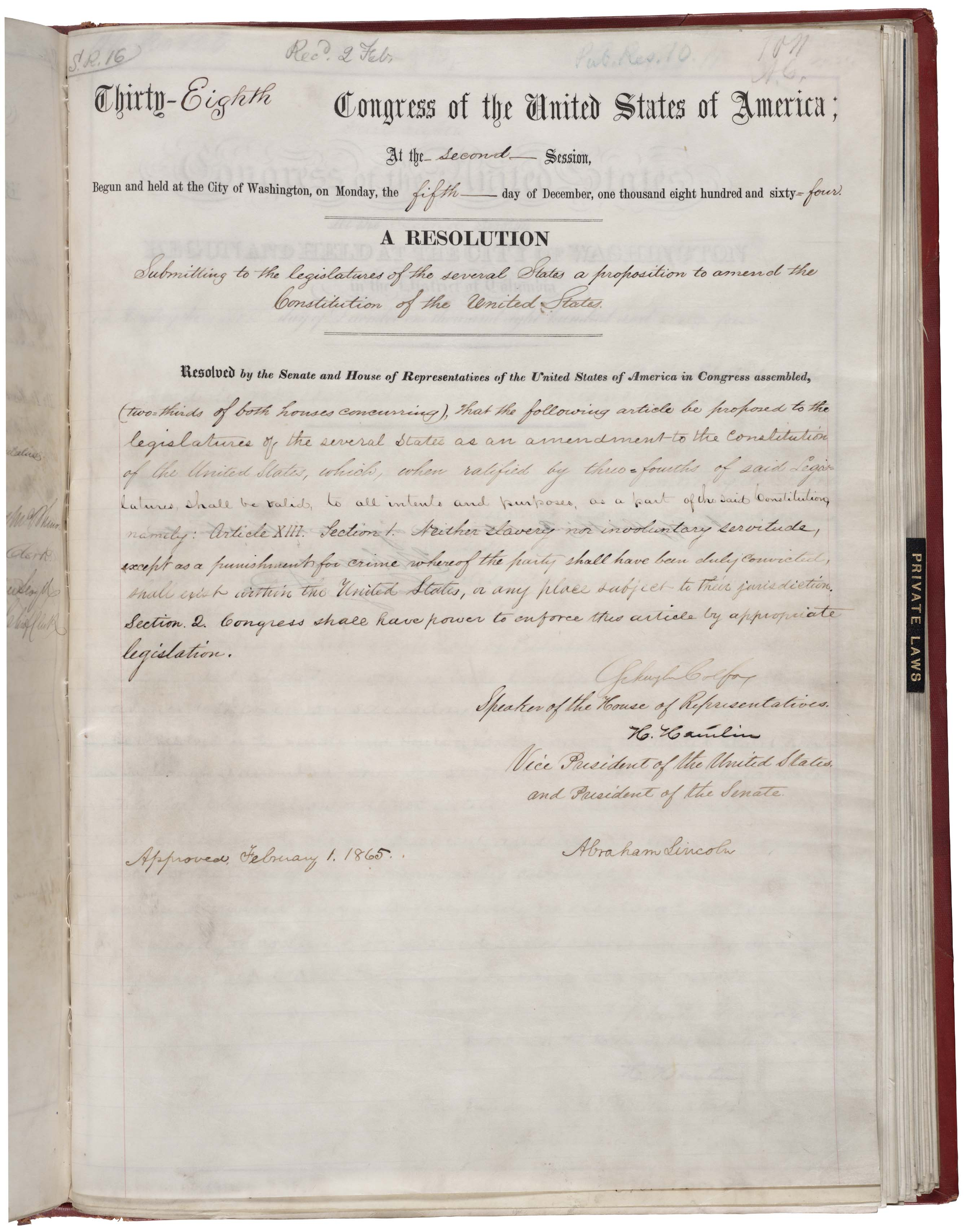
アメリカ国立公文書記録管理局にある憲法修正第13条の写し

アメリカ合衆国憲法修正第13条（アメリカがっしゅうこくけんぽうしゅうせいだい13じょう、英:Thirteenth Amendment to the United States Constitution）は、公式に奴隷制を廃止し、奴隷制の禁止を継続すること、および制限のある例外（犯罪を犯した者）付きで、自発的ではない隷属を禁じたアメリカ合衆国憲法の修正条項の一つである。その批准の前は、デラウェア州とケンタッキー州でのみ奴隷制は合法のままであった。他の全ての州では州の行動および連邦政府の奴隷解放宣言によって奴隷は解放されていた。奴隷解放宣言を発したエイブラハム・リンカーン達は、奴隷解放宣言が一時的な戦争の手段と見なされるかもしれないことを心配し、奴隷制がまだ合法である2州の奴隷を解放することに加えて、永久的な奴隷制度廃止を保障するための手段としてこの修正条項を指示した。修正提案は元々、アメリカ合衆国下院議員のジェイムズ・ミッチェル・アシュレー（共和党、オハイオ州選出）とジェイムズ・ファルコナー・ウィルソン（共和党、アイオワ州選出）、および上院議員のジョン・B・ヘンダーソン（民主党、ミズーリ州選出）の3人によって起草され提出された。この修正に続いて、修正第14条（元奴隷の市民権の保護）と修正第15条（選挙権に関する人種による制限の禁止）が追加された。修正第13条から第15条の3つを合わせて「レコンストラクション修正条項群」と呼ぶ。

## 原文
| 「 | 第1節 奴隷制もしくは自発的でない隷属は、アメリカ合衆国内およびその法が及ぶ如何なる場所でも、存在してはならない。ただし犯罪者であって関連する者が正当と認めた場合の罰とするときを除く。 第2節 議会はこの修正条項を適切な法律によって実行させる権限を有する。 | 」 |

## 提案と批准
アメリカ合衆国憲法修正第13条は、第38アメリカ合衆国議会により1865年1月31日に各州の議会に提案された。1865年12月18日のアメリカ合衆国国務長官ウィリアム・ヘンリー・シーワードの宣言で、36州のうち27州の議会により修正条項が批准されたことが布告された。修正条項の提案から1年以内に必要な全州の4分の3の州から批准されはしたが、1865年に州になっていた36州のうち最後になったミシシッピー州が批准したのは、130年後の1995年のことであった。各州の批准日は以下の通りであった。
1. イリノイ州（1865年2月1日）
2. ロードアイランド州（1865年2月2日）
3. ミシガン州（1865年2月3日）
4. メリーランド州（1865年2月3日）
5. ニューヨーク州（1865年2月3日）
6. ペンシルベニア州（1865年2月3日）
7. ウエストバージニア州（1865年2月3日）
8. ミズーリ州（1865年2月6日）
9. メイン州（1865年2月7日）
10. カンザス州（1865年2月7日）
11. マサチューセッツ州（1865年2月7日）
12. バージニア州（1865年2月9日）
13. オハイオ州（1865年2月10日）
14. インディアナ州（1865年2月13日）
15. ネバダ州（1865年2月16日）
16. ルイジアナ州（1865年2月17日）
17. ミネソタ州（1865年2月23日）
18. ウィスコンシン州（1865年2月24日）
19. バーモント州（1865年3月8日）
20. テネシー州（1865年4月7日）
21. アーカンソー州（1865年4月14日）
22. コネチカット州（1865年5月4日）
23. ニューハンプシャー州（1865年7月1日）
24. サウスカロライナ州（1865年11月13日）
25. アラバマ州（1865年12月2日）
26. ノースカロライナ州（1865年12月4日）
27. ジョージア州（1865年12月6日）

この時点で批准は成立した。その後の批准は次の通りであった。
1. オレゴン州（1865年12月8日）
2. カリフォルニア州（1865年12月19日）
3. フロリダ州（1865年12月28日）、1869年6月9日に再確認
4. アイオワ州（1866年1月15日）
5. ニュージャージー州（1866年1月23日）、1865年2月8日に一旦否決
6. テキサス州（1870年2月18日）
7. デラウェア州（1901年2月12日）、1865年2月8日に一旦否決
8. ケンタッキー州（1976年3月18日）、1865年2月24日に一旦否決
9. ミシシッピー州（1995年3月16日）、1865年12月5日に一旦否決

## 解釈と歴史
歴史的に見ると修正第13条は通常と異なっていた。その前の12か条は憲法の制定･承認から15年以内のものであった。最初の10か条は権利章典としても知られ、1791年に成立、第11条（各州の司法権の独立）は1795年、第12条（大統領と副大統領選挙における選挙人投票規定）は1804年に成立していた。修正第13条が提案された時は、60年以上にわたって新しい修正条項が採択されていなかった。
修正第13条の目的も通常と異なっていた。南部諸州の脱退の危機渦中で南北戦争の勃発前には、議会を通過する法案の大多数は奴隷制を保護していた。奴隷制を廃止する法案はほとんど提出されていなかった。下院議員であったジョン・クィンシー・アダムズは1839年に奴隷制廃止を提案したが、それ以後は1863年12月14日に下院議員ジェイムズ・ミッチェル・アシュレー（共和党、オハイオ州選出）が提案した合衆国全土における奴隷制廃止のための修正提案が最初であった。この後、下院議員ジェイムズ・ファルコナー・ウィルソン（共和党、アイオワ州選出）による同様な提案が続いた。
ここでやっと議会と大衆は注意を向けて、多くの追加法案が提出されるようになった。上院議員ジョン・B・ヘンダーソン（民主党、ミズーリ州選出）は1864年1月11日に奴隷制を廃止する憲法修正条項を共同提案で提出した。奴隷制の廃止はそれまで共和党の専売特許であったが、ヘンダーソンはタカ派の民主党員であった。ライマン・トランブル（共和党、イリノイ州選出）が委員長を務める上院司法委員会が修正提案に関する様々な案を一つに纏めることになった。別に急進的な共和党議員のチャールズ・サムナー（マサチューセッツ州選出）は、同じ年の2月8日に奴隷制の廃止だけでなく平等を保障する憲法修正条項を提案した。提案の数が増え、その範囲も広がってきたので、上院司法委員会はアシュレー、ウィルソン、およびヘンダーソンの草案を結合した修正提案を上院に提出した。
上院では修正提案に関する議論の後で、1864年4月8日、採決を取り38対6で修正提案は可決された。下院では当初拒絶されたものの、1865年1月31日の採決で119対56（欠席および棄権が8）で可決された。エイブラハム・リンカーン大統領が2月1日に共同決議に署名し、批准のために各州に提出された国務長官のウィリアム・ヘンリー・シーワードが1865年12月18日に、修正第13条の批准が成立したという声明を発した。
修正第13条は、1863年のリンカーン大統領による奴隷解放宣言に始まった奴隷制廃止の法制化を完了した。およそ4万人の奴隷がケンタッキー州に残っていたが、修正第13条によって解放された。
修正第13条は南北戦争の後、南部の諸州が合衆国に復帰する前に提案されたので、議会では容易に通過するはずのものであった。しかし、上院の通過が1864年4月で、下院ではそう簡単には行かなかった。リンカーン大統領は来るべき大統領選挙で共和党の政治要綱に修正条項を追加することで、下院を通過させるための指導的な役割を演じた。リンカーンの努力は1865年1月の下院で議案が通過した時に実った。アメリカ国立公文書記録管理局にある修正第13条の写しには、通常の下院議長と「上院議長」（副大統領）の署名の下に、「1865年2月1日承認」の後にリンカーンの明晰な署名が記されている。
修正第13、第14および第15条はその全体で、南北戦争後のアメリカ合衆国の市民権における理論的転換に影響を与えた法的手段であった。

### 適用範囲と法制
アメリカ合衆国最高裁判所は修正第13条が合衆国における徴兵制度を禁じるものではないとした。しかし、修正第13条は、雇用契約のような個人的活動に対する契約違反に対する法的な救済策として特別な機能を禁じてはいない。
修正第13条に対する違反行為は1947年まで起訴された例が存在する。
1988年以前には、心理的に強制的な手段によって不本意な隷属を押し付けることも、修正第13条の解釈に含められていた。1988年、合衆国最高裁判所は心理的な強制による隷属の押し付けは、修正第13条によっては禁じられていないとの判断を下した。心理的な強制は、1947年のエリザベス・インガルスの事件では不本意な隷属を強制する主要手段であった。1988年の合衆国対コズミンスキ事件では、これが肉体的強制のみを意味することに制限された。しかし、裁判所は例外条項を設けた。裁判所の判決は、主人が従僕を従わせるときに次のようなことをした時にのみ、不本意な隷属を制限するとした。
1. 実際に力を行使した、または行使する恐れがあったとき
2. 州法による強制をした、または行使する恐れがあったとき
3. 従僕が少数民族か移民あるいは精神的不能者である場合に偽るか騙したとき

連邦の反奴隷制法は2000年の不正取引被害者保護法の時に更新された。この法では、被害者が心理的かつ肉体的な強制によって隷属している場合を網羅するように拡張された。

### 自由労働 対 自由の無い労働
労働は経済的あるいは財政的価値を高める働きと定義されている。自由の無い労働あるいは不本意に与えられた労働は多くの方法で定義されている。
- 他人に対して重大な危害を及ぼす、またはその恐れのあるもの
- 他人を肉体的に拘束する、または心理的に拘束する恐れがあるもの
- 法律または法の執行を悪用する、または悪用する恐れがあるもの
- 他人の実際のあるいは偽造したパスポートまたは移民書類、あるいはその他の実際のあるいは偽造した政府発行認識書類を意図して破壊、隠匿、除去、押収または所有していること
- 恐喝すること
- 他人に対して財政的な支配を及ぼす、またはその恐れがあるもの

### 修正第13条によって決められた条件の定義
「債務支払いとしての強制的労働」
「負債による隷属」すなわち負債の償還に直接結びつく不本意の隷属としている。隷属の強制には、個人の意思に逆らって労働を強制するための、力の行使、力の行使の恐れ、または法的な強制の恐れを含む。
「不本意な隷属」
奴隷の状態、個人の意思に逆らって強制された従業また労働の状態で力の行使、力の行使の恐れ、または法的な強制の恐れにより拘束される個人としている。これには、力の行使、力の行使の恐れ、または個人の意思に逆らって従業を強いるに足るだけの法的な強制の恐れ（すなわち、その個人に課される要求に言いなりでなければ法的な制裁を受けること）によって喚起される「恐怖の気分」により個人の意思に逆らって働かされる状態も含んでいる。不本意な隷属に対する禁止を取り上げた最初の最高裁判所公判は1911年のベイリー対アラバマ州事件であった。
「強制労働」
次の事項によって得られる労働または従業
- 重大な危害の恐れまたは肉体的拘束があるとき
- 何らかの仕組み、計画または兆候によって。個人がその労働あるいは従業を行わなかった場合に重大な危害あるいは肉体的拘束を受けると信じさせることが意図されたとき
- 法または法の執行の悪用または悪用の恐れがあるとき

## 修正第13条の強制
| 「 | 第2節 議会はこの修正条項を適切な法律によって実行させる権限を有する。 | 」 |

### 法的責任の脅威
人に関わる不正取引の被害者およびその他の強制労働の状態は通常、その不利益に対する法的な行動の恐れで強制される。代表的な例は不法移民の国外退去である。「アメリカ合衆国からの退去を強いられるという観念は、どんなにその時の生活条件が悪くなるとしても、時には法の執行者にその状況を報告する妨げとして働くものである。」強制労働と不正取引の被害者は合衆国法典表題18により保護されている。
合衆国法典第241節表題18 - 権利に対する謀略
アメリカ合衆国憲法およびその法律によって保障される個人の権利または特権を傷つけ、抑圧し、脅しまたは威圧する謀略
合衆国法典第242節表題18 - 諸法の下での権利の剥奪
アメリカ合衆国憲法およびその法律によって保障される個人の権利、特権または免責事項を故意に奪う、または奪われるように仕向けることは、諸法（法律、条例、規則、および慣習を強制する連邦法、州法、地方政府法）の下で行動する如何なる個人に対しても犯罪である。このことには、その個人が外国人であるとか、あるいは肌の色や人種を理由にして、市民に与えられる刑罰以外の懲罰、苦痛または罰金を故意に課するもの、あるいは課されるように仕向けるものを含んでいる。

## 修正13条となる可能性があった他の提案
- 貴族称号修正事項、1810年議会承認、外国の貴族称号を受けた者の市民権を抹消すること。
- クリッテンデン妥協、奴隷制を保護するための6箇条の修正条項からなる共同決議案。当時は12の修正条項があり、6箇条のうちの1つが修正第13条になる可能性があった。
- コーウィン修正条項、1861年議会承認、2州のみが批准、ある州の奴隷制に憲法の修正で干渉することを禁じること。